# Zanahoria
Zanahoria (també coneguda com Detrás de la verdad) és una pel·lícula del 2014 dirigida per Enrique Buchichio. Inspirada en fets reals, és un drama de thriller, coproducció uruguaiana-argentina desenvolupada a l'Uruguai.

## Trama
La història es basa en esdeveniments ocorreguts al país abans de les eleccions nacionals de 2004. Dos periodistes són contactats per un informant que els ofereix proves d'uns crims comesos en la dictadura militar uruguaiana de 1973 a 1985 en la denominada «Operación Zanahoria».

## Producció
La pel·lícula està produïda per Natacha López i Guillermo Casanova, per Lavorágine Films, i Hugo Castro Fau i Carolina Álvarez, per Lagarto Cine.

## Repartiment
- César Troncoso (Walter)
- Martín Rodríguez (Jorge)
- Abel Tripaldi (Alfredo)
- Nelson Guzzini (Osvaldo)
- Mónica Navarro (Silvina)
- Victoria Césperes (Vicky)
- Carlos Vallarino (Mario)
- Ana Rosa (Clara)
- Martín Pavlovsky (Eduardo)[7]

## Premis
- 2014: Premi Colón d'Or del Festival de Huelva[9]
- 2014: Montevideo Socio Audiovisual de la Intendencia Departamental de Montevideo (Uruguai): Finaliezació
- 2013: Premi Fondo de Fomento del Instituto del Cine y el Audiovisual del Uruguay
- 2013: Premi de l'Instituto Nacional de Cine y Artes Audiovisuales (incaa, Argentina)
- 2013: Montevideo Socio Audiovisual de la Intendencia Departamental de Montevideo: Filma
- 2011: Premi fona (Uruguay)[7]
- 2015: XXI Mostra de Cinema Llatinoamericà de Catalunya: premi al millor guió[10]